# Polyzonus latefasciatus
Polyzonus latefasciatus là một loài bọ cánh cứng trong họ Cerambycidae.